# Willis H. Beals

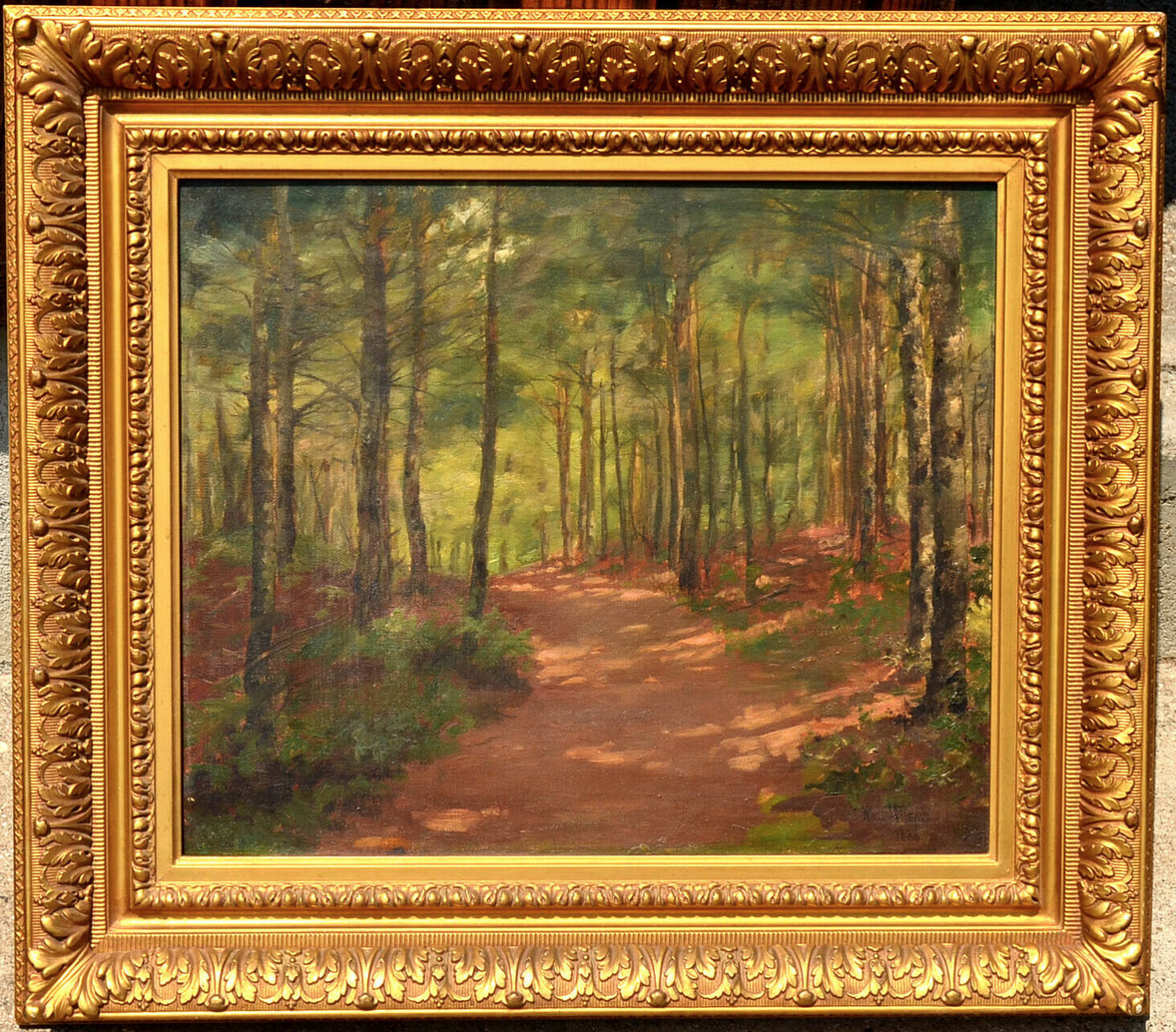
Willis H. Beals: "Cathedral Woods, White Mountains (New Hampshire)" (1888)

Willis Herbert Beals (* 1. Februar 1859 in Greenfield; † 8. Januar 1889 ebenda) war ein amerikanischer Maler, Zeichner und Aquarellist.

## Leben
Willis Herbert Beals wurde als Sohn des Zahnarztes Joseph Beals und seiner Frau Frances Arabella (geb. Bosworth) geboren. Nach seiner Schulzeit begann er seine künstlerische Ausbildung zunächst an der State Normal Art School in Boston und der Academy of Fine Arts in Philadelphia, bevor er im August 1883 zunächst nach England und kurze Zeit später nach Frankreich ging, um dort seine Ausbildung unter liberaleren Bedingungen fortzusetzen.
1884 brachte er zusammen mit Henry Parker Fellows einen Reiseführer für Bootsausflüge auf den Flüssen New Englands heraus. 1887 präsentierte er nach seiner Rückkehr in die USA bei einer Ausstellung der American Water Color Society, in der er assoziiertes Mitglied war, zwei seiner Aquarelle, die er in Berneval in der Normandie gemalt hatte.
Willis Herbert Beals starb am 8. Januar 1889 im Alter von nur 29 Jahren.

## Werke (Auswahl)
- Forest of Fontainebleau (Privatsammlung), 1884, 44,7 cm × 59,7 cm, Aquarell
- French Cottage, Berneval, France, Aquarell
- The Little Church, Berneval, France, Aquarell
- An Old Courtyard (Privatsammlung), 1885, 53,3 cm × 35,5 cm, Öl auf Leinwand
- Chateau Reynard, France, 1886, 25,4 cm × 18,4 cm, Öl auf Holz
- Town Center with Well, 1887, 45,7 cm × 27,9 cm, Aquarell
- Still Life with Flowers, 1888, 43,1 cm × 52,7 cm, Öl auf Leinwand